# Maciste el invencible
Maciste el invencible (Maciste l'uomo più forte del mondo) es una película peplum italiana de 1961 dirigida por Antonio Leonviola y protagonizada por Mark Forest y Raffaella Carrà.
En esta ocasión el héroe ha de despalzarse bajo tierra para luchar contra una civilización de hombres-topo que están amenazando a un pueblo subterráneo.

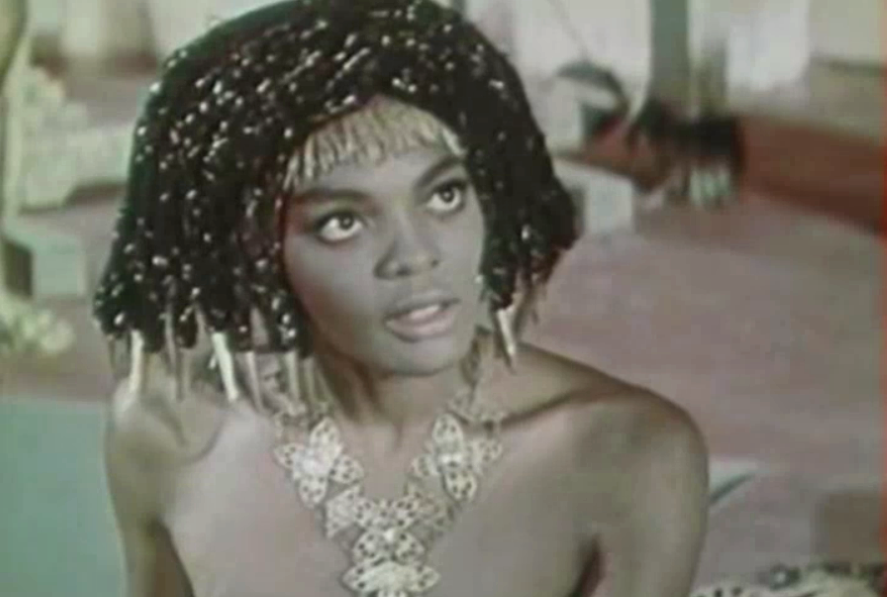
Jannin Hendy en un fotograma de la película.